# Novo Selo, Zelenikovo
Novo Selo (makedonska: Ново Село) är en ort i Nordmakedonien. Den ligger i kommunen Zelenikovo, i den centrala delen av landet, 22 km sydost om huvudstaden Skopje. Novo Selo ligger 225 meter över havet och antalet invånare är 205.